# Thomas Reider
Thomas Reider (* 1980 in Lienz) ist ein österreichischer Drehbuchautor und Regisseur.

## Leben
Thomas Reider wuchs in Osttirol auf und studierte die Fächer Buch und Dramaturgie an der Filmakademie Wien bis zum Abschluss 2007.
2003 war er Ko-Regisseur und Drehbuchautor des Kurzfilms Prises de vues, der 2003 bei den Internationalen Filmfestspielen in Venedig gezeigt wurde. Der Film wurde mit dem Preis der „Diagonale“-Jugendjury ausgezeichnet.
Reider führte Regie beim Fernsehfilm Zorn (2004) der ORF-Reihe Die sieben Todsünden (2004), für den er auch das Drehbuch schrieb.
2007 erhielt er den Hauptpreis des Carl-Mayer-Drehbuchwettbewerbs.
Er schrieb die Drehbücher für die 2009 in Österreich ausgestrahlte Fernsehserie tschuschen:power, sowie für die Kurzfilme Dämonen (2006) und Random (2005).
Sein erstes verfilmtes Kino-Spielfilm-Drehbuch Stillleben wurde 2011 auf dem internationalen Filmfestival San Sebastian uraufgeführt und hat auf der Viennale 2011 seine Österreichpremiere.
Als Regisseur drehte er 2012 zusammen mit Sebastian Meise den Dokumentarfilm Outing, das Porträt eines pädophilen Mannes, der ohne Unkenntlichmachung vor der Kamera über seine Neigung und seine Nöte spricht.
2018 schrieb Reider das Drehbuch zum Fernsehfilm Das Wunder von Wörgl über den realen Fall eines Tiroler Bürgermeisters, der während der Weltwirtschaftskrise eine eigene Währung druckte. Bei der anschließenden TV-Dokumentation Der Geldmacher (2019) führte er Regie.
In gemeinsamer Autorschaft mit Sebastian Meise schrieb er das Drehbuch zu Große Freiheit, das eine Romy als bestes Drehbuch und den Thomas-Pluch-Drehbuchpreis 2022 erhielt. Der Film wurde 2021 beim 74. Film Festival in Cannes uraufgeführt.
Thomas Reider lebt und arbeitet als freier Autor und Regisseur in Wien.

## Filmografie (Auswahl)
- 2011: Stillleben
- 2012: Outing
- 2018: Das Wunder von Wörgl
- 2021: Große Freiheit

## Auszeichnungen (Auswahl)
- 2012: Thomas-Pluch-Drehbuchpreis – Würdigungspreis für Stillleben.[16]
- 2019: 51. Fernsehpreis der Österreichischen Erwachsenenbildung für Das Wunder von Wörgl[17]
- 2022: Österreichischer Filmpreis – Auszeichnung in der Kategorie Bestes Drehbuch für Große Freiheit[18]
- 2022: Romy – Auszeichnung als Bestes Drehbuch für Große Freiheit